# Đảo Perejil

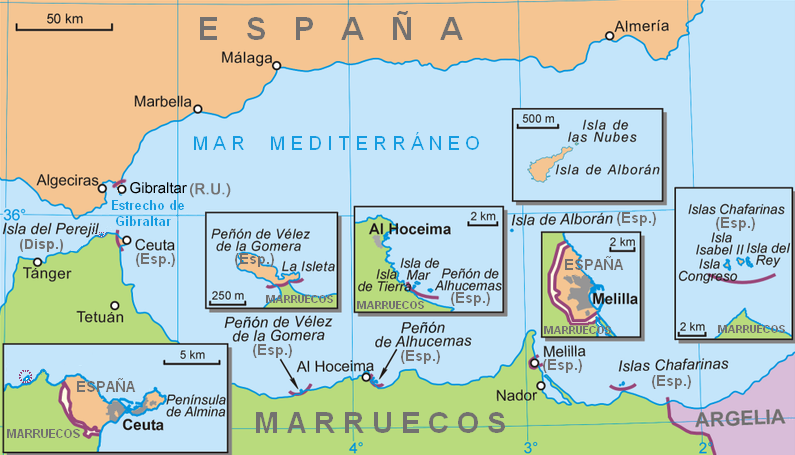
Lãnh thổ Tây Ban Nha ở Bắc Phi

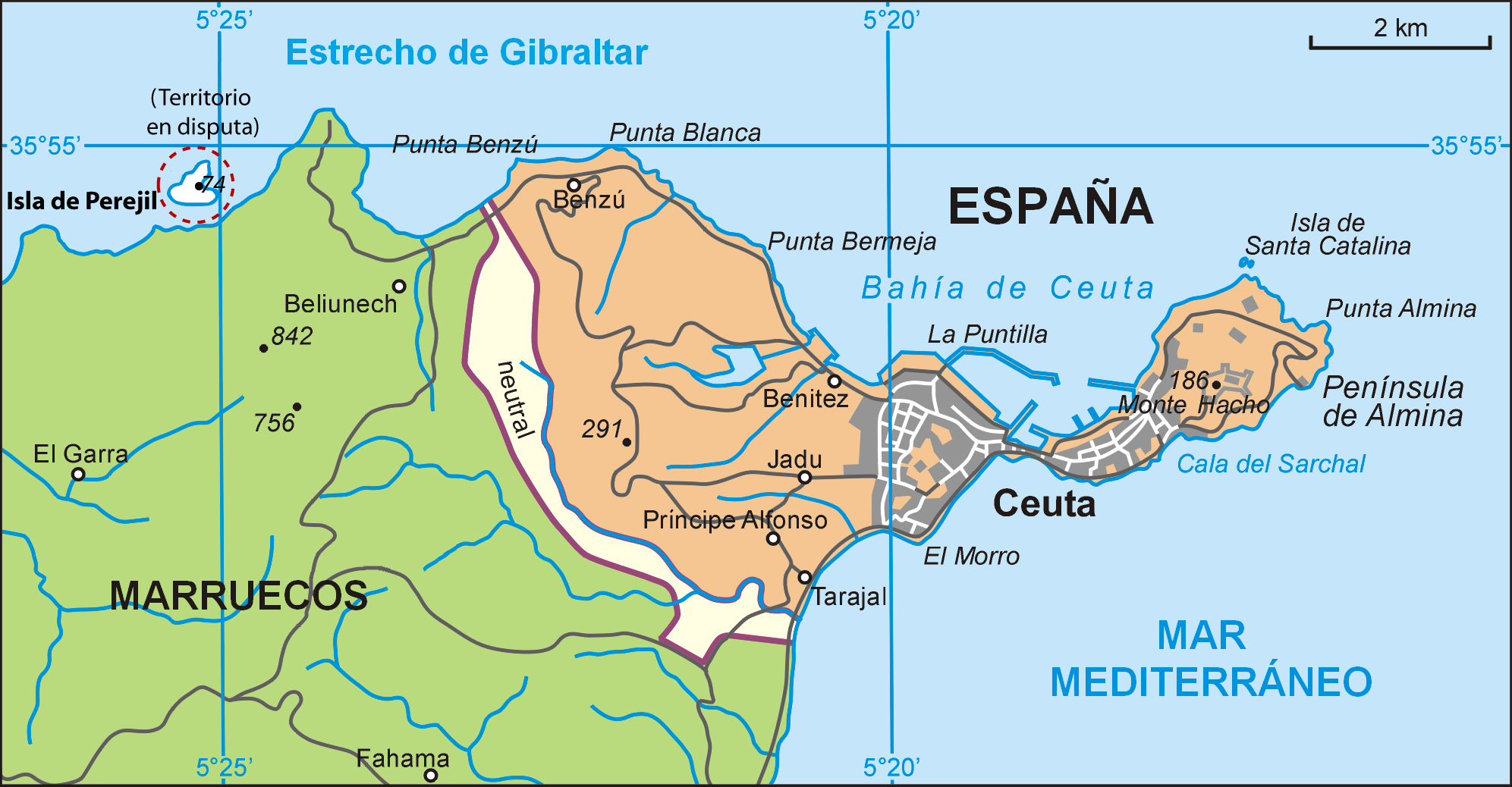
Isla de Perejil nằm phía tây Ceuta

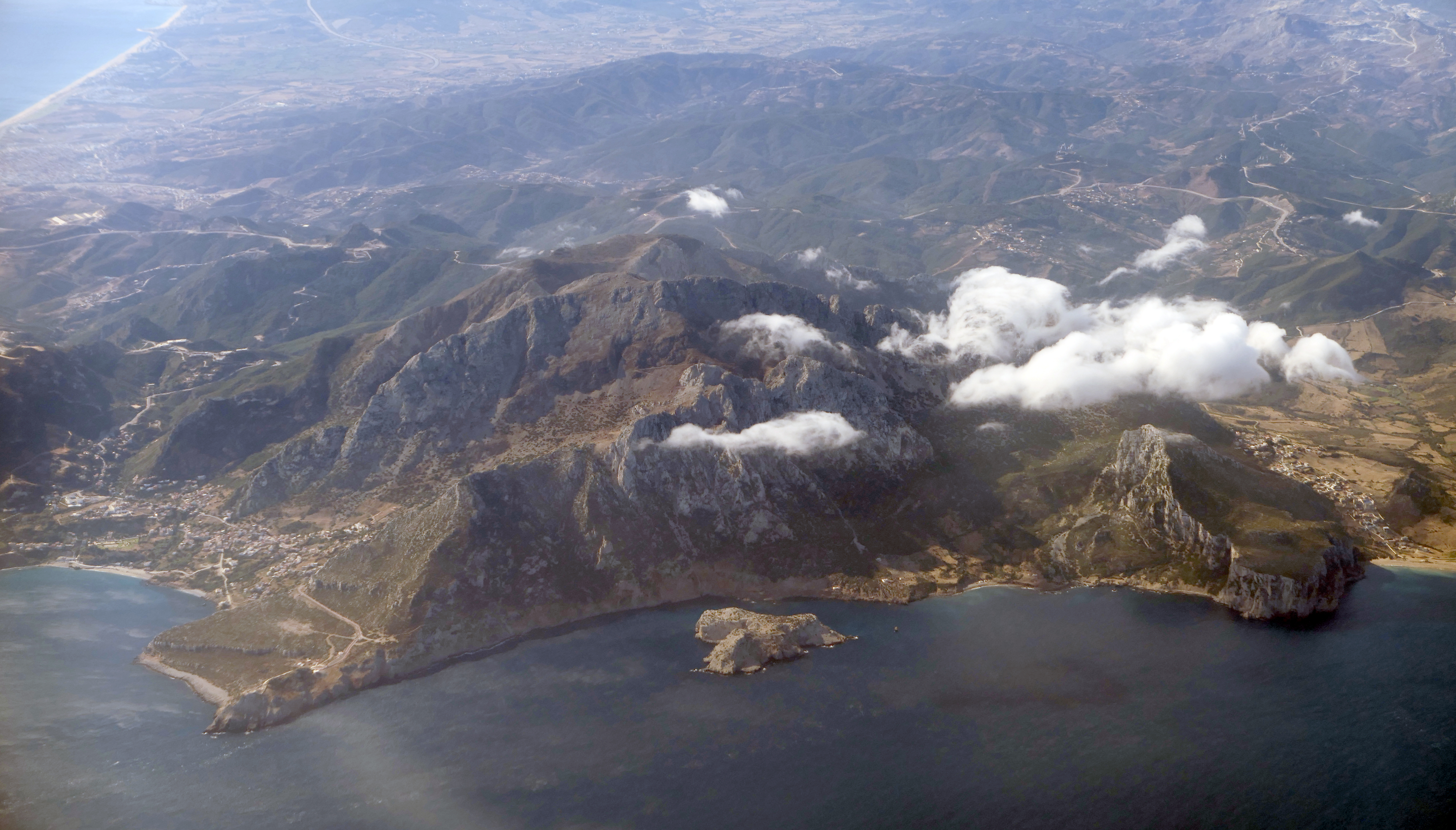
Quang cảnh trên không của hòn đảo

Đảo Perejil (tiếng Tây Ban Nha: Isla de Perejil, ngữ tộc Berber: Tura hay Toṛa, tiếng Ả Rập: تورة, đã Latinh hoá: Tūra), còn được gọi là Đảo Parsley, là một đảo đá nhỏ không có người ở nằm cách bờ biển Maroc 200 mét (660 ft). Nó được quản lý bởi Plazas de soberanía của Tây Ban Nha, hiện đang tranh chấp chủ quyền với Maroc. Đây là căn nguyên của vụ đụng độ vũ trang giữa hai nước vào năm 2002.

## Tên gọi
Tên đảo trong tiếng Tây Ban Nha là Isla de Perejil có nghĩa là "Đảo Ngò tây". Tên đảo trong tiếng Berber là Tura, có nghĩa là "trống rỗng". Đảo trong tiếng Ả Rập là "Jazirat al-Ma'danus" (tiếng Ả Rập: جزيرة معدنوس), dịch từ "Đảo Mùi tây".
Trong các tài liệu lịch sử của Maroc, nó chỉ được gọi là "Tura". Trong bài phát biểu trước người dân Maroc nhân kỷ niệm "Ngày lên ngai vàng" vào ngày 30 tháng 7 năm 2002, Quốc vương Maroc Mohammed VI chỉ sử dụng tên "Tura" khi ông đề cập đến đụng độ vũ trang với Tây Ban Nha trên hòn đảo này.

## Địa lý
Hòn đảo này nằm cách bờ biển Maroc 250 mét (820 foot), cách biên giới lãnh thổ thành phố Ceuta của Tây Ban Nha 3 kilômét (2 dặm), cách đất liền Tây Ban Nha 8 km (5,0 dặm). Đảo có kích thước khoảng 480 m x 480 m với diện tích 15 ha (0,15 km²). Nó có độ cao tối đa 74 mét (243 foot) so với mực nước biển.